# Internationalized Resource Identifier
Internationalized Resource Identifier（IRI）とは、Uniform Resource Identifier (URI) を拡張したものである（URI自身も Uniform Resource Locator (URL) を拡張したもの）。国際化資源（リソース）識別子とも。URI ではASCII文字セットのサブセットに制限されていたが、IRI は Universal Character Set (Unicode/ISO 10646) を含むことができ、漢字、仮名文字、ハングル、キリル文字などを使うことができる。
RFC 3987 で定義されている。

## 利点
URI を多言語対応させることで、ラテンアルファベットに不案内なユーザーにもわかりやすくなり、Unicodeの入力が難しくないと仮定すれば、URIシステムへのアクセス可能性が広がる。

## 欠点
IRI と ASCII の URI の混合は、実際には別のサイトであるにもかかわらず、あるサイトにいるかのように錯覚させることができ、フィッシング詐欺が容易になる。例えば、www.ebay.com や www.paypal.com の "a" を見た目が似ていて異なる文字コードの文字(キリル文字の"а"など)に置換し、そのIRIを不正なサイトを指すように設定する。
現在のキーボードでは、他の言語のWebリソースへのアクセスは非常に難しい。逆に、オープンソースのプログラム（それ以外も）はそのような問題を避けるため、ラテン文字のみで書かれることが多い。